# دسته‌تخم

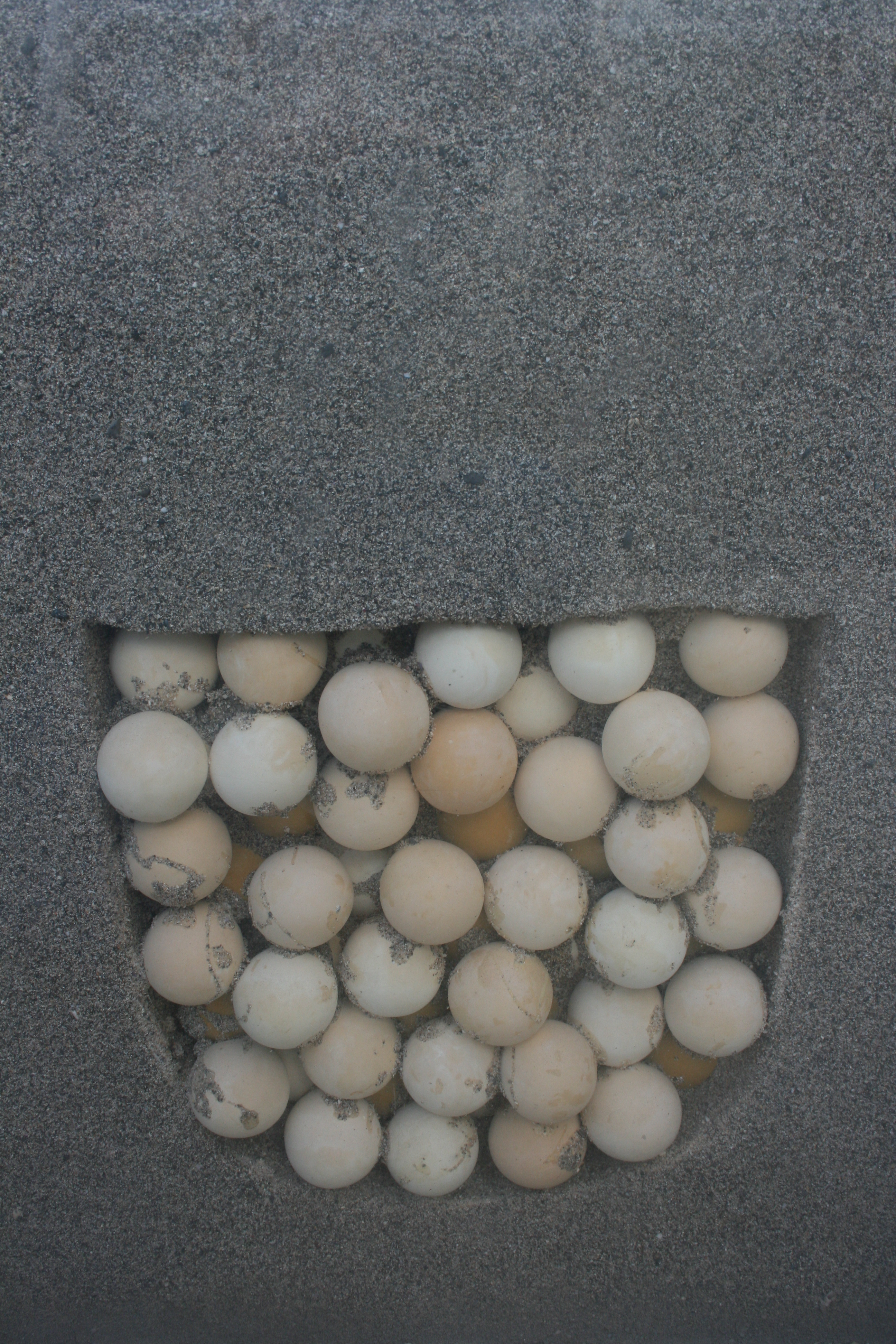
دسته‌تخم لاک‌پشت دریایی

یک دسته‌تخم، چند تخم هستند که توسط پرندگان، دوزیستان یا خزندگان، اغلب در یک زمان تولید می‌شوند، به‌ویژه آنهایی که در لانه گذاشته می‌شوند.
در پرندگان، از بین بردن دسته‌تخم توسط شکارچیان (یا حذف توسط انسان، به عنوان مثال برنامه پرورش رخ‌کرکس کالیفرنیا) منجر به دو دسته‌تخم می‌شود. این تکنیک برای دو برابر کردن تولید تخم‌های یک گونه، در مورد رخ‌کرکس کالیفرنیا، به‌ویژه برای افزایش اندازه جمعیت استفاده می‌شود. عمل قرار دادن دست در لانه برای برداشتن تخم‌مرغ‌ها به «فروبردن دسته‌تخم» معروف است.

## اندازه
اندازه دسته‌تخم در میان گونه‌ها، حتی گاهی در یک سرده بسیار متفاوت است. همچنین ممکن است در همان گونه به دلیل عوامل بسیاری از جمله زیستگاه، سلامت، تغذیه، فشار شکارچیان و زمان سال متفاوت باشد. همچنین، گوناگونی اندازه دسته‌تخم می‌تواند منعکس‌کننده تغییر در تلاش تولیدمثلی بهینه باشد. در پرندگان، اندازه کلاچ به دلیل ویژگی‌های مختلف (مانند سن و سلامت ماده تخم‌گذار، توانایی نر در تأمین غذا و فراوانی طعمه) می‌تواند در یک گونه متفاوت باشد، در حالی که برخی از گونه‌ها لایه‌های تعیین‌کننده هستند و تعداد تخم‌های خاص یک گونه را می‌گذارند. گونه‌های با عمر طولانی، نسبت به گونه‌های کوتاه‌مدت دارای اندازه‌های دسته‌تخم کوچک‌تر هستند (همچنین به نظریه انتخاب r/K مراجعه کنید). تکامل اندازه بهینه دسته‌تخم نیز تحت تأثیر عوامل دیگری مانند تضاد والدین و فرزندان است.
در مورد پرندگان، پرنده‌شناس دیوید لاک (Lack) تحقیقات زیادی در مورد تنظیم اندازه دسته‌تخم انجام داد. در گونه‌هایی با جوجه برهنه، او پیشنهاد کرد که اندازه بهینه دسته‌تخم با تعداد بچه‌هایی که والدین می‌توانند تا زمان نوپایی تغذیه کنند، تعیین می‌شود. در پرندگان زودرس، Lack تعیین کرد که اندازه دسته‌تخم توسط مواد مغذی موجود برای ماده‌های تخم‌گذار تعیین می‌شود. یک مطالعه تجربی بر روی غازهای شمالی سیاه (Black Brant) که به ندرت بیش از ۵ تخم می‌گذارند، نشان داد که احتمال موفقیت یک تخم مرغ منجر به جوجه‌غاز پردار از ۰٫۸۱ برای دسته‌تخم دو تخم مرغی تا ۰٫۵۰ برای دسته‌تخم هفت تخمی کاهش یافته است، در حالی‌که دوره لانه‌سازی با افزایش تعداد تخم‌گذاری‌ها افزایش یافت. این نشان می‌دهد که تخم‌گذاری بیش از پنج تخم برای ماده غاز شمالی سیاه هیچ فایده‌ای ندارد.

## نگارخانه

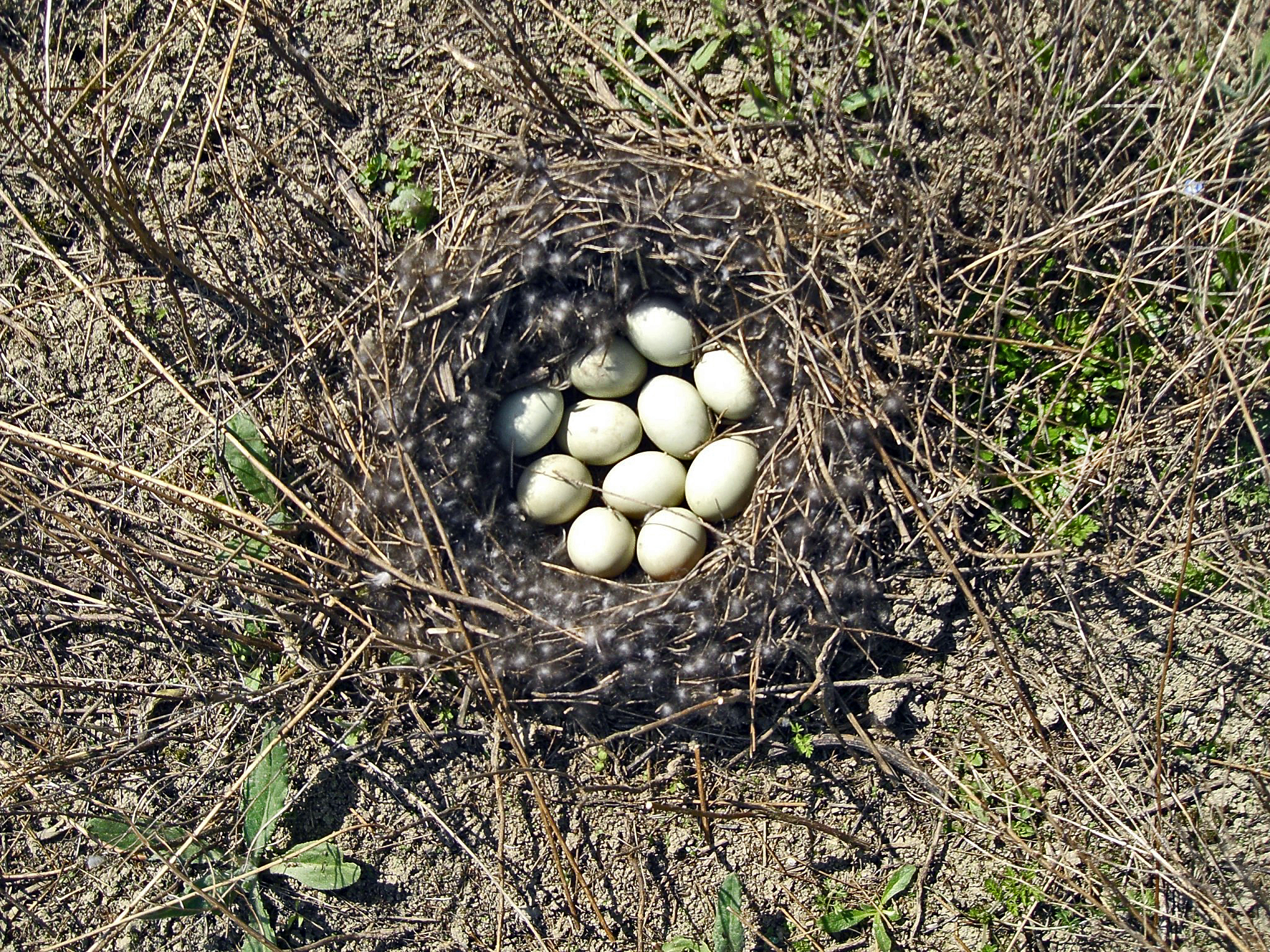
مرغابی سرسبز (Anas platyrhynchos)، دسته‌تخم بسیار بزرگ یا احتمالاً از دو ماده
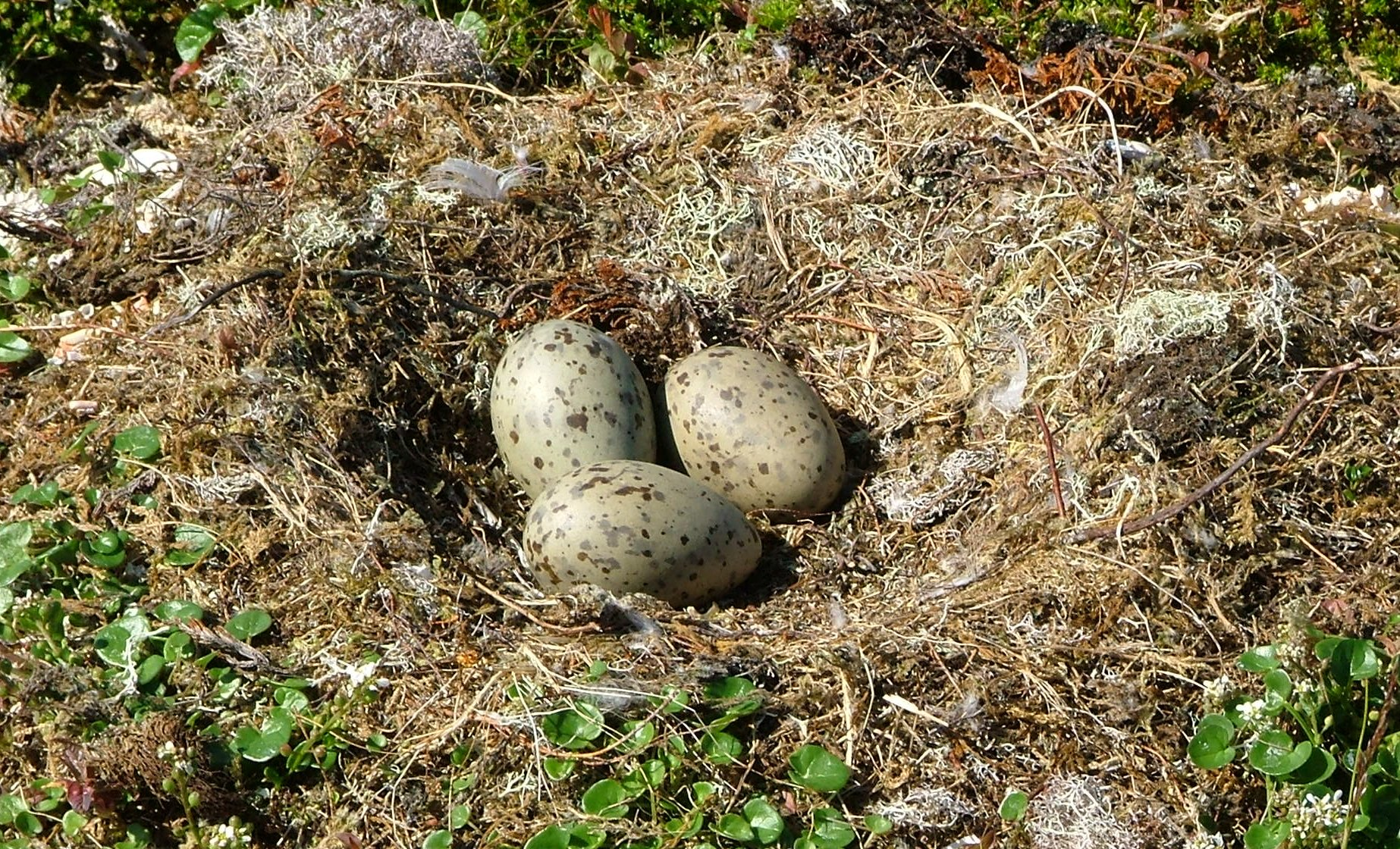
کاکایی پشت‌سیاه بزرگ (Larus marinus)، دسته‌تخم کوچک
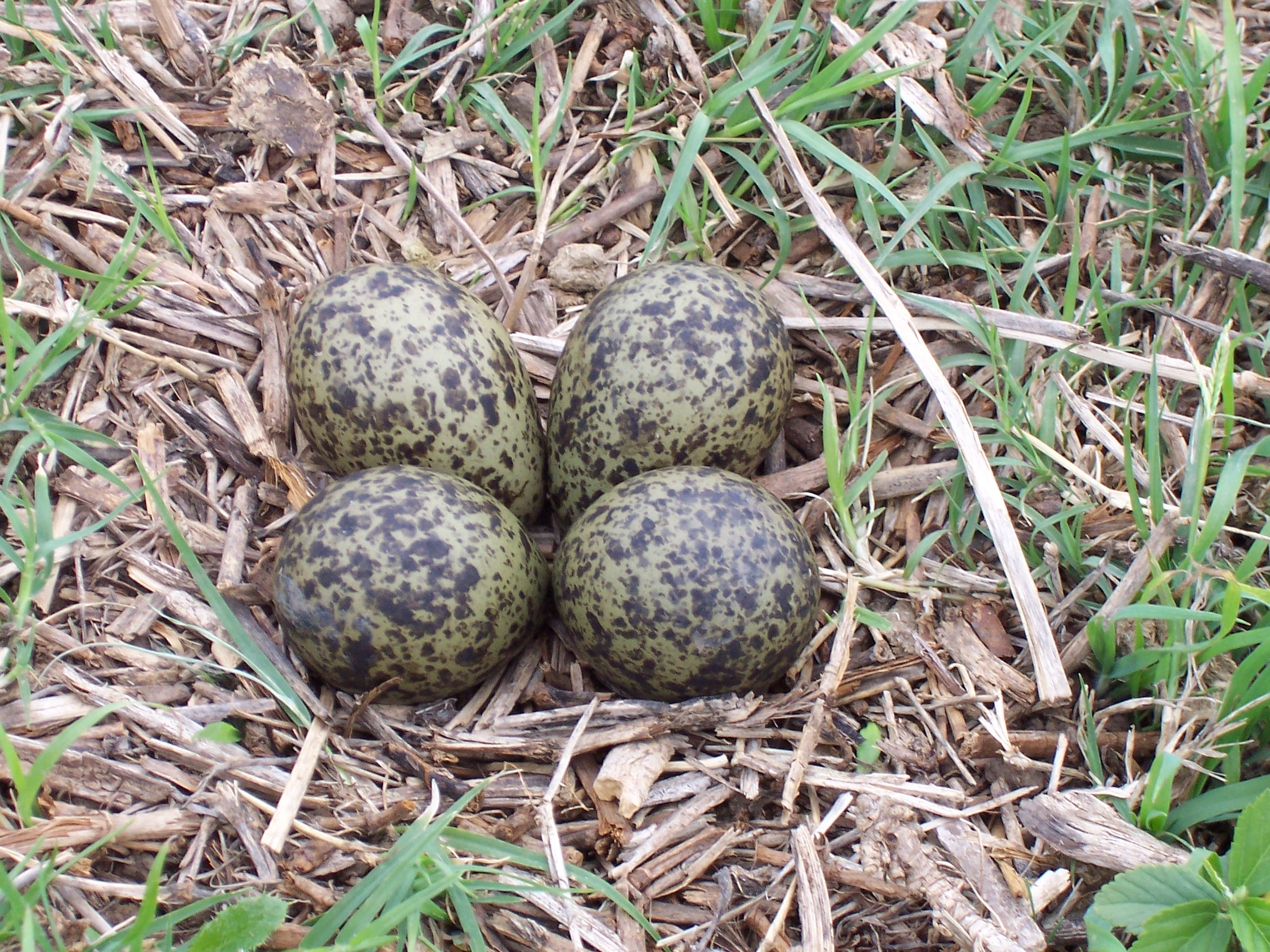
خروس کولی نقاب‌دار ( Vanellu miles)، دسته‌تخم معمولی
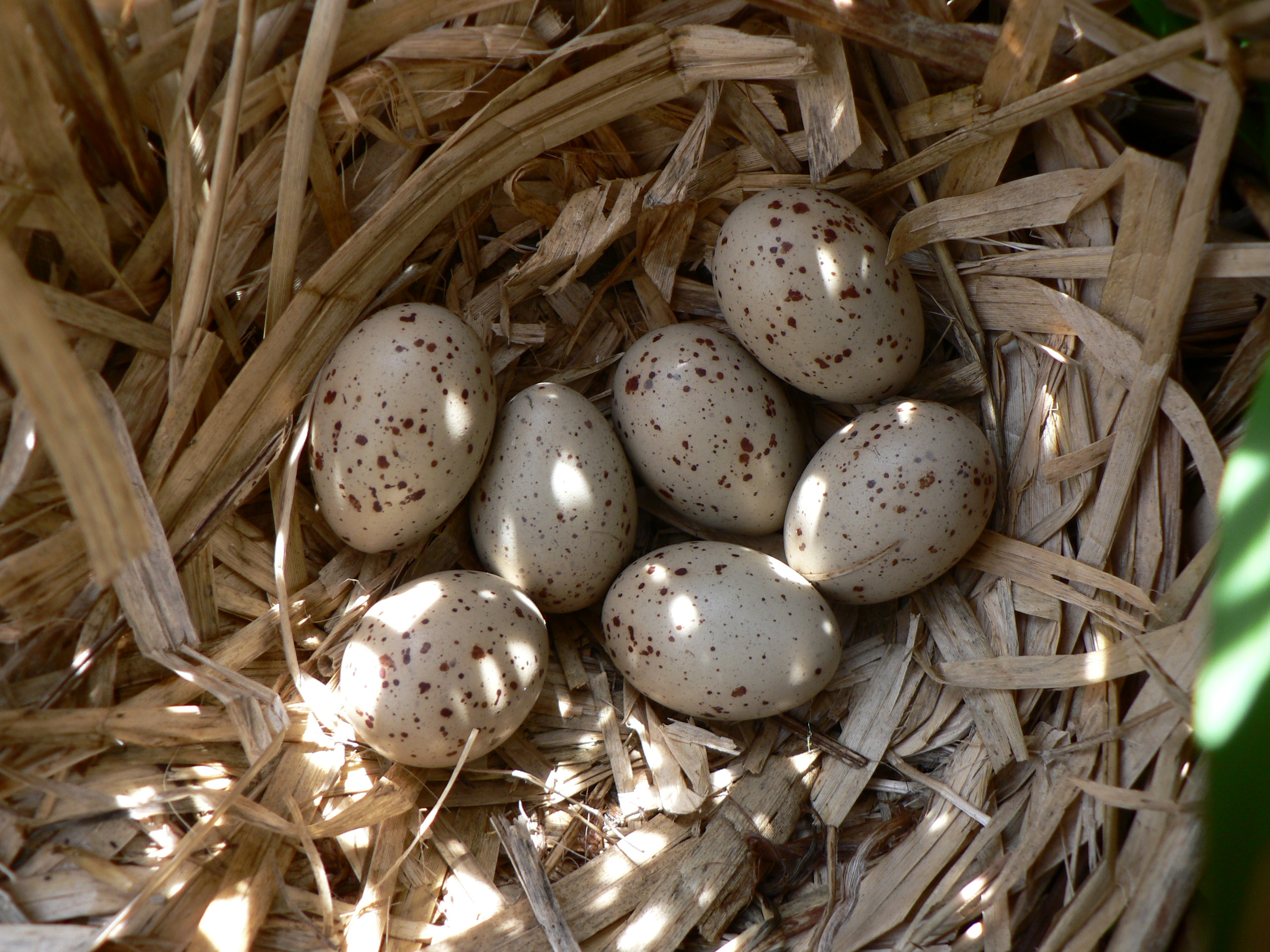
چنگر نوک‌سرخ (Gallinula chloropus)، دسته‌تخم کوچک
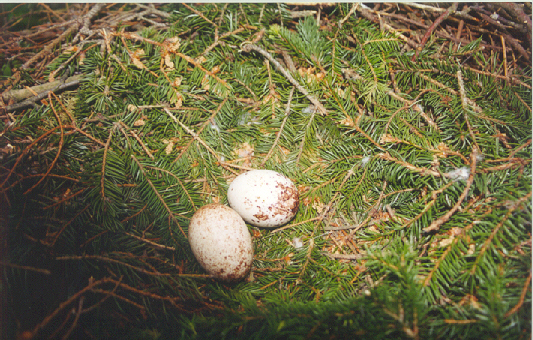
عقاب خال‌دار کوچک (Aquila pomarina)، دسته‌تخم معمولی
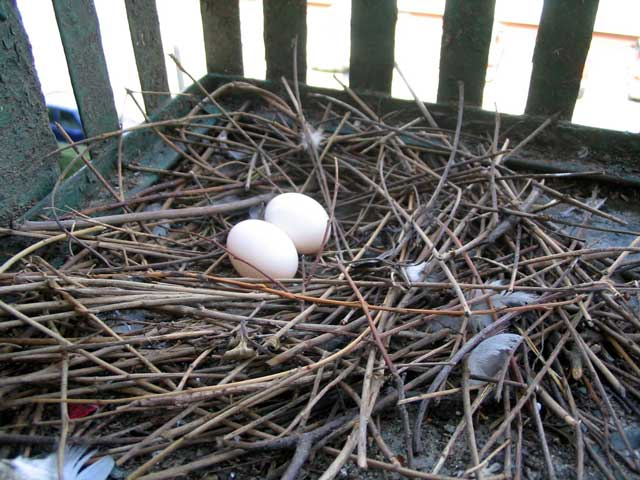
کبوتر اهلی (Columba livia domestica)، دسته‌تخم معمولی
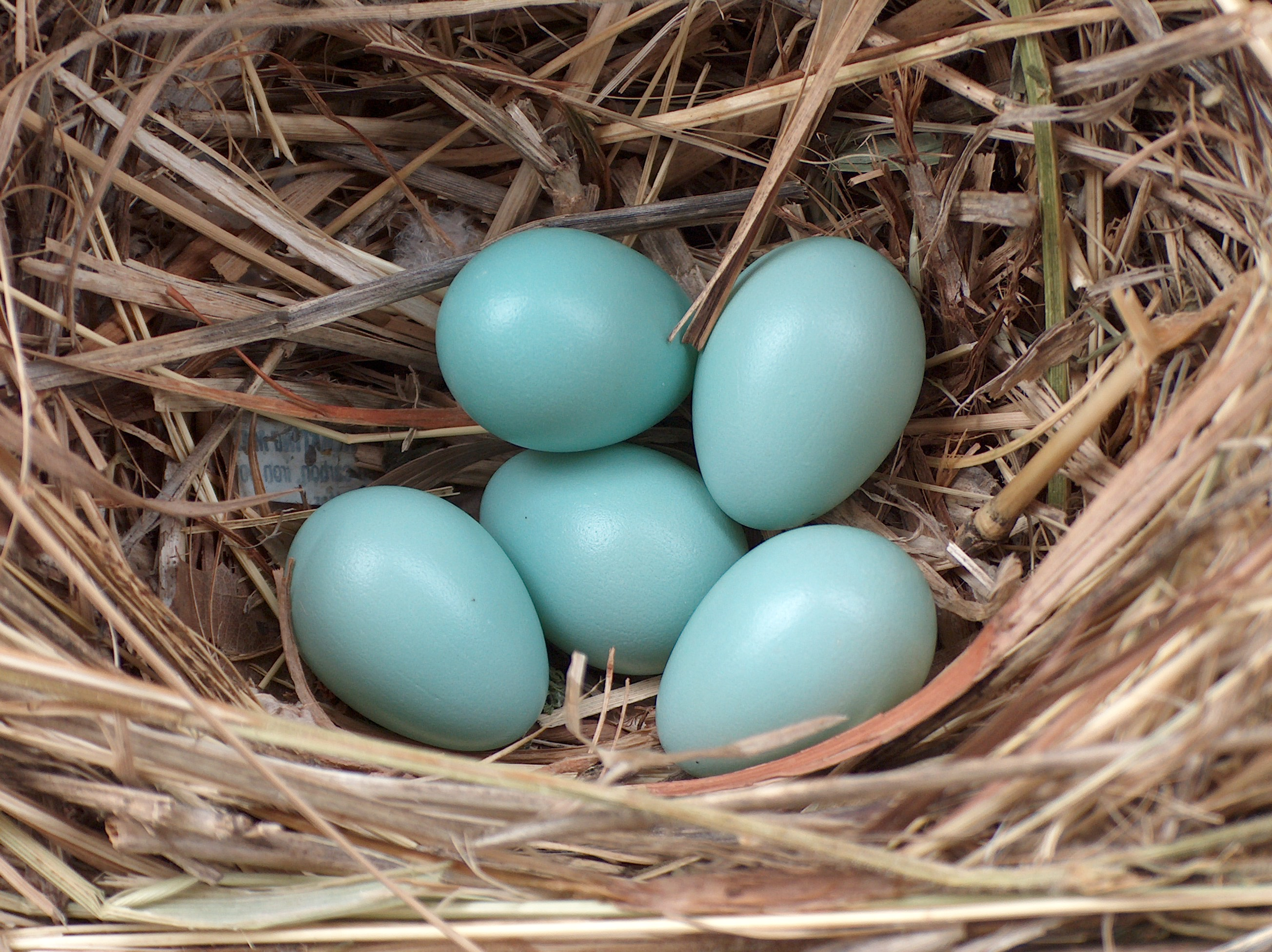
سار معمولی (Sturnus vulgaris)، دسته‌تخم معمولی
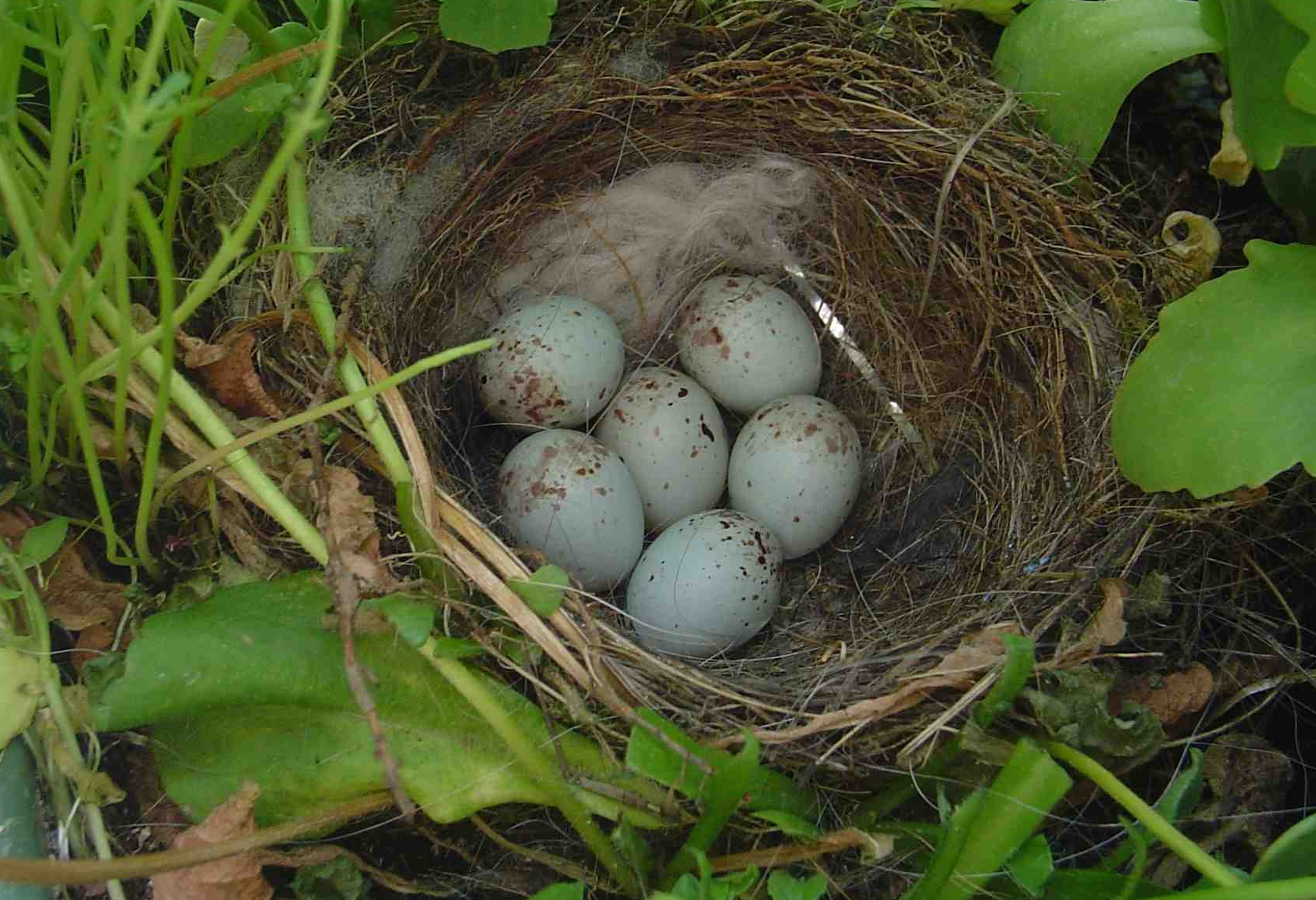
سهره طلایی (Carduelis carduelis)، دسته‌تخم بزرگ
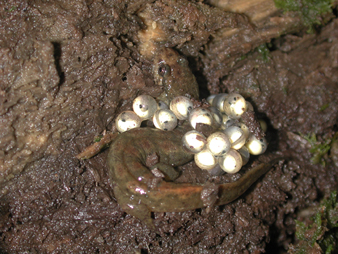
سمندر تیره شمالی (Desmognathus fuscus)، دسته‌تخم معمولی